# Damaszkolás (heraldika)
Névváltozatok: hím, damaszkozás (Bárczay 62.)
fr: diapré, damasquinure, en: diapered, de: Damascirung

Rövidítések:
A damaszkolás a pajzsmező és/vagy a címerábrák, a sisakdísz ornamentális, arabeszkszerű vagy mértani mintázattal való díszítése, árnyékolása. Eleinte, így a pecséteken is, arra szolgált, hogy a fémet a színtől megkülönböztessék. Később az üres helyek egyhangúságát csökkentették vele. Leggyakrabban az adott máz sötétebb árnyalatával történik. Az egyes szerzők általában a mázak vagy a mesteralakok között foglalkoznak vele, de egyikhez sem tartozik, ezért a címerleírásban sem kell megemlíteni. Leginkább egyfajta színjelölésnek tekinthető.
A pecséteken már a 13. században is alkalmaztak rácsos mintázatot a színeknek a fémektől való megkülönböztetésére. Később a nagy egyszínű üres helyeket apró képekkel hintették be vagy rozettákkal, pontozással és ornamentális mintázattal díszítették. Fémen és színen egyaránt használták.